# الکساندر پتروویچ رضاقلی میرزا قاجار
الکساندر پتروویچ رضاقلی میرزا قاجار (روسی: Александр Петрович Риза-Кули Мирза Каджар؛ ۲۵ مهٔ ۱۸۶۹ – Unknown) شاهزادهٔ ایرانی و از فرماندهان نظامی امپراتوری روسیه با درجه کلنل بود.
وی در سال ۱۸۶۹ میلادی در سنت پترزبورگ به دنیا آمد، ولی از تاریخ درگذشت او اطلاعات درستی در دست نیست؛ احتمالا در حدود سالهای ۱۹۴۱ در روسیه درگذشته است.